# Isotopi del carbonio

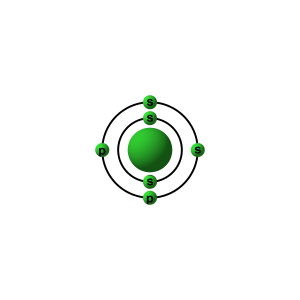
Configurazione elettronica del carbonio

Il carbonio (C) ha 15 isotopi conosciuti, dall'8C al 22C, due dei quali (12C e 13C) sono stabili. Solo tre isotopi (12C, 13C e 14C) possono essere trovati in natura, tutti gli altri sono prodotti artificialmente.

## Descrizione

### Carbonio-8
Il carbonio-8 o 8C è un isotopo radioattivo instabile del carbonio avente 6 protoni e 2 neutroni. Decade a Berillio-6 ed ha una brevissima emivita che non ne permette nessun utilizzo pratico.

### Carbonio-9
Il carbonio-9 o 9C è un isotopo radioattivo instabile del carbonio avente 6 protoni e 3 neutroni. Decade ad Elio-4 in vari modi e non ha utilizzi pratici data la sua breve emivita.

### Carbonio-10
Il carbonio-10 o 10C è un isotopo radioattivo del carbonio avente 6 protoni e 4 neutroni. Esso decade a Boro-10 e non ha utilizzi pratici data la sua breve emivita.

### Carbonio-11
Il carbonio-11 o 11C è un isotopo radioattivo del carbonio avente 6 protoni e 5 neutroni. Decade a boro-11 con emissione di un positrone. Il carbonio-11 ha una emivita di circa 20 minuti ed è usato comunemente come radioisotopo per marcare le molecole per l'uso con la tomografia ad emissione di positroni.

### Carbonio-12
Il carbonio-12 o 12C è un isotopo stabile del carbonio. È quello più abbondante in natura (98,89%) e non è radioattivo. Ha 6 protoni e 6 neutroni. Questo isotopo ha una particolare importanza, in quanto l'unità di massa usata come riferimento per calcolare il peso atomico (o massa atomica relativa) di un elemento è proprio la 1/12 parte della massa del 12C

### Carbonio-13
Il carbonio-13 o 13C è un isotopo stabile del carbonio. È quello meno abbondante in natura tra gli isotopi stabili del carbonio (1,11%) ed ha 6 protoni e 7 neutroni.

### Carbonio-14

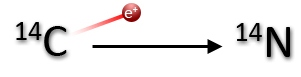
Catena di decadimento di ^{14}C

Il carbonio-14 o 14C è un isotopo radioattivo naturale del carbonio avente 6 protoni e 8 neutroni. Ha una emivita molto lunga (5700 anni) e decade per emissione di elettroni ad azoto.
Il carbonio-14 è prodotto naturalmente negli strati alti della troposfera e nella stratosfera ed è presente nei composti organici secondo un preciso rapporto (abbondanza isotopica). Viene utilizzato nella radiodatazione di documenti antichi o ossa di animali e ominidi o piante.

### Carbonio-15
Il carbonio-15 o 15C è un isotopo radioattivo (radionuclide, attività specifica: 1,136×1010 TBq/g) del carbonio avente 6 protoni e 9 neutroni. La tendenza è che un neutrone divenga un protone, con emissione di un elettrone:
15C → e- + 15N + 9.772 MeV
Il carbonio-15 ha una emivita molto breve (2.450 s) e non ha utilizzi pratici.

### Carbonio-16

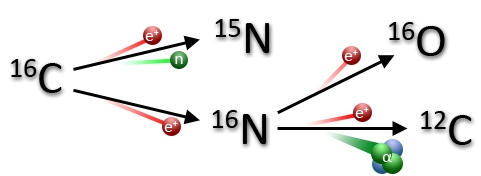
Catene di decadimento del ^{16}C

Il carbonio-16 o 16C è un isotopo radioattivo (radionuclide, attività specifica: 3,48×1010 TBq/g) del carbonio avente 6 protoni e 10 neutroni. La tendenza dell'isotopo è di cedere o trasformare neutroni, che sono in eccesso rispetto ai protoni, infatti il decadimento principale (97.9%) è con emissione di un neutrone e trasformazione di un altro in protone (con emissione di un positrone):
16C → n + e+ + 15N + 5.52137 MeV
Nel 2% dei casi, il neutrone singolo non viene emesso, così il carbonio-16 decade ad azoto-16 con semplice emissione di un positrone. Tuttavia l'azoto-16 è radioattivo ed instabile e decade a sua volta ad ossigeno-16 (<100%) o a carbonio-12 (1%×10−5):
16C → e+ + 16N → e+ + 16O
16C → 16O + 2e+ (reazione complessiva)
16C → e+ + 16N → e+ + α +  12C
16C → 12C + 2e+ + α (reazione complessiva)

### Carbonio-17
Il carbonio-17 o 17C è un isotopo radioattivo del carbonio avente 6 protoni e 11 neutroni. Decade ad azoto con emissione di un elettrone e talvolta anche di un neutrone. Il carbonio-17 ha una breve emivita che non ne permette alcun utilizzo pratico.

### Carbonio-18
Il carbonio-18 o 18C è un isotopo radioattivo del carbonio avente 6 protoni e 12 neutroni. Decade ad azoto con emissione di un elettrone e talvolta anche di un neutrone. Il carbonio-18 ha una breve emivita che non ne permette alcun utilizzo pratico.

### Carbonio-19
Il carbonio-19 o 19C è un isotopo radioattivo del carbonio avente 6 protoni e 13 neutroni. Decade ad azoto con emissione di un elettrone e di neutroni. Il carbonio-19 ha una breve emivita che non ne permette alcun utilizzo pratico.

### Carbonio-20
Il carbonio-20 o 20C è un isotopo radioattivo del carbonio avente 6 protoni e 14 neutroni. Decade ad azoto con emissione di un elettrone e di un neutrone. Il carbonio-20 ha una breve emivita che non ne permette alcun utilizzo pratico.

### Carbonio-21
Il carbonio-21 o 21C è un isotopo radioattivo del carbonio avente 6 protoni e 15 neutroni. Decade a 20C con emissione di un neutrone. Il carbonio-21 ha una brevissima emivita che non ne permette alcun utilizzo pratico.

### Carbonio-22
Il carbonio-22 o 22C è un isotopo radioattivo, finora il più pesante scoperto, del carbonio avente 6 protoni e 16 neutroni. Decade ad azoto con emissione di un elettrone e di un neutroni. Il carbonio-22 ha una emivita molto breve che non ne permette alcun utilizzo pratico.

## Tabella degli isotopi
Massa atomica standard: 12,0107(8) u
| Simbolo | Z | N  | Massa isotopica (u) | Emivita          | Spin nucleare | Tipo di decadimento | Prodotto di decadimento | Abbondanza isotopica |
| ------- | - | -- | ------------------- | ---------------- | ------------- | ------------------- | ----------------------- | -------------------- |
| 8C      | 6 | 2  | 8.037675(25)        | 2,0(4)×10−21 s   | 0             | 2p                  | 6Be                     |                      |
| 9C      | 6 | 3  | 9.0310367(23)       | 126.5(9) ms      | +3/2          | β+ (60%)            | 9B                      |                      |
| 9C      | 6 | 3  | 9.0310367(23)       | 126.5(9) ms      | +3/2          | β+, p (23%)         | 8Be                     |                      |
| 9C      | 6 | 3  | 9.0310367(23)       | 126.5(9) ms      | +3/2          | β+, α (17%)         | 5Li                     |                      |
| 10C     | 6 | 4  | 10.0168532(4)       | 19.290(12) s     | 0             | β+                  | 10B                     |                      |
| 11C     | 6 | 5  | 11.0114336(10)      | 20.334(24) min   | -3/2          | β+                  | 11B                     |                      |
| 12C     | 6 | 6  | 12 esatto           | STABILE          | 0             |                     |                         | 98,93(8)%            |
| 13C     | 6 | 7  | 13.0033548378(10)   | STABILE          | -1/2          |                     |                         | 1.07(8)%             |
| 14C     | 6 | 8  | 14.003241989(4)     | 5,70(3)×103 anni | 0             | β-                  | 14N                     | < 10−12%             |
| 15C     | 6 | 9  | 15.0105993(9)       | 2.449(5) s       | +1/2          | β-                  | 15N                     |                      |
| 16C     | 6 | 10 | 16.014701(4)        | 0.747(8) s       | 0             | β-, n (97.9%)       | 15N                     |                      |
| 16C     | 6 | 10 | 16.014701(4)        | 0.747(8) s       | 0             | β- (2.1%)           | 16N                     |                      |
| 17C     | 6 | 11 | 17.022586(19)       | 193(5) ms        | +3/2          | β- (71.59%)         | 17N                     |                      |
| 17C     | 6 | 11 | 17.022586(19)       | 193(5) ms        | +3/2          | β-, n (28.41%)      | 16N                     |                      |
| 18C     | 6 | 12 | 18.02676(3)         | 92(2) ms         | +3/2          | β- (68.5%)          | 18N                     |                      |
| 18C     | 6 | 12 | 18.02676(3)         | 92(2) ms         | +3/2          | β-, n (31.5%)       | 17N                     |                      |
| 19C     | 6 | 13 | 19.03481(11)        | 46.2(23) ms      | +1/2          | β-, n (47.0%)       | 18N                     |                      |
| 19C     | 6 | 13 | 19.03481(11)        | 46.2(23) ms      | +1/2          | β- (46.0%)          | 19N                     |                      |
| 19C     | 6 | 13 | 19.03481(11)        | 46.2(23) ms      | +1/2          | β-, 2n (7.0%)       | 17N                     |                      |
| 20C     | 6 | 14 | 20.04032(26)        | 16(3) ms         | 0             | β-, n (72.0%)       | 19N                     |                      |
| 20C     | 6 | 14 | 20.04032(26)        | 16(3) ms         | 0             | β- (28,0%)          | 20N                     |                      |
| 21C     | 6 | 15 | 21.04934(54)        | <30 ns           | +1/2          | n                   | 20C                     |                      |
| 22C     | 6 | 16 | 22.05720(97)        | 6.2(13) ms       | 0             | β-                  | 22N                     | -                    |

1. 1 2  Tra parentesi è indicata l'incertezza sulle ultime cifre, che denota una deviazione standard.
2. ↑  L'unità di massa atomica è definita come 1/12 della massa di un atomo di 12C allo stato fondamentale
3. ↑  Il rapporto tra 12C e 13C è usato come misura della produttività biologica dei tempi antichi e per analizzare tipi diversi di fotosintesi.
4. ↑  Trova un uso importante nella Datazione radiometrica